# Taki Theodoracopulos
Panagiotis "Taki" Theodoracopulos, född 11 augusti 1936, är en grekiskfödd kontroversiell högerorienterad journalist och författare bosatt i New York, London och Schweiz. Sedan 1977 har han skrivit sin kolumn "High Life" för The Spectator i Storbritannien. Han har också skrivit bland annat för The Sunday Times, Esquire, Vanity Fair och New York Press. År 2002 grundade Theodoracopulos, tillsammans med Pat Buchanan och Scott McConnell, tidskriften The American Conservative. Sedan 2007 driver han onlinemagasinet Taki's Magazine.
Han har varit kapten för grekiska karatelandslaget, deltagit i Davis Cup i tennis och åker gärna skidor. Han anhölls 1984 på London Heathrow Airport för innehav av kokain och tillbringade tre månader i Pentonvillefängelset. Han skrev en bok om sina erfarenheter, Nothing to Declare: Prison Memoirs, som utkom 1992.